# قطرة الأمير روبرت

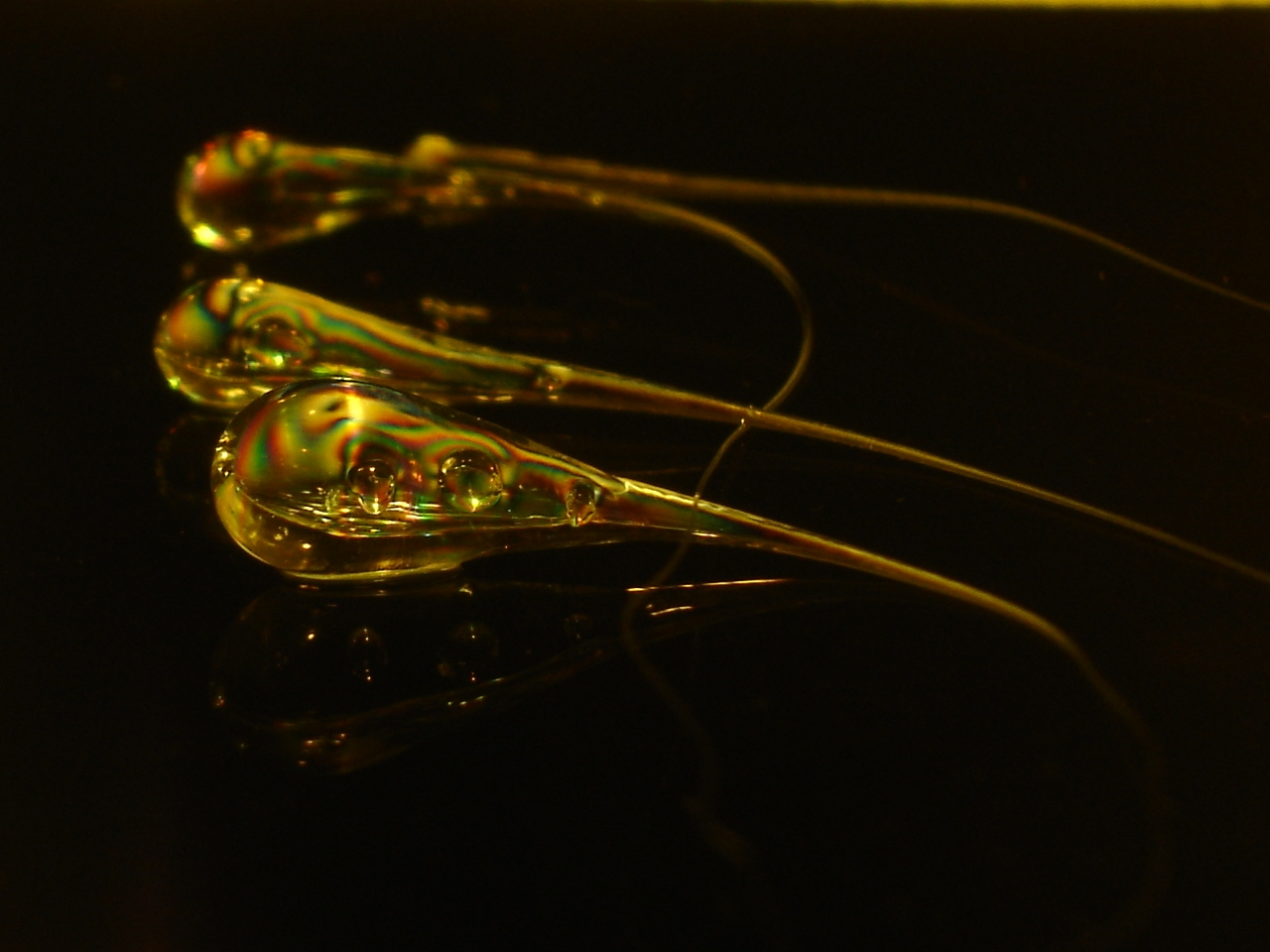
قطرات الأمير روبرت

قطرات الأمير روبرت (المعروفة أيضًا بالدموع الهولندية أو الباتافية) وهي عبارة عن حبات زجاجية صلبة تم إنشاؤها عن طريق تقطير الزجاج المنصهر في الماء البارد، مما أدى إلى تصلبها على شكل قطيرة بشكل الشرغوف ذات ذيل طويل ورفيع. تتميز هذه القطرات داخليًا بإجهاد متبقي عالي جدا، والتي أعطتها خصائص عجيبة، مثل القدرة على تحمل الضرب من مطرقة أو رصاصة على الطرف المنتفخ دون أن تنكسر، بينما تتفكك بشكل أنفجار إذا كانت نهاية الذيل قد تعرضت لأضرار طفيفة. وفي الطبيعة تنتج هياكل مماثلة لها في ظل ظروف معينة في الحمم البركانية وتعرف باسم دموع بيلي.
تم تسمية هذه القطرات على اسم الأمير النمساوي روبرت الرايني، الذي أحضرهم إلى إنجلترا عام 1660، بالرغم من أنه كانت تصنع في هولندا في وقت سابق من القرن السابع عشر، وربما كانت معروفة لدى صانعي الزجاج منذ فترة أطول. تمت دراستها على أنها فضول علمي من قبل الجمعية الملكية، وربما قد أدى اكتشاف مبادئ خصائصها غير العادية إلى تطوير عملية إنتاج الزجاج المقوى كبراءة اختراع في عام 1874. وقد ألقت الأبحاث التي أجريت في القرنين العشرين والحادي والعشرين إلى مزيدا من الضوء على أسباب الخصائص المتناقضة لهذه القطرات.